# HK Kings
HK Kings var en ishockeyklubb i Kungsbacka kommun, Halland. Klubben bildades 1996 under namnet Hanhals/Kungsbacka IF genom ett samarbete mellan Hanhals HF och Kungsbacka HC. 1998 byttes namnet till HK Kings. Samma år drog sig Hanhals ur samarbetet och bildade Hanhals IF. Föreningen A-lag spelade i Division 1 säsongerna 1999/2000, 2000/2001 och 2001/2002.
Föreningens damlag spelade från säsongen 2003/2004 i Division 1 och tog sig säsongen 2006/2007 till kvartsfinal i SM-slutspelet genom att vinna Division 1 södra.  I kvartsfinalen mötte man Örebro och förlorade med 1–3.
Föreningens herrlag spelade säsongen 2010/2011 i division 3 varefter föreningen upphörde. 